# Nilotas

Os nilotas são um grupo de povos africanos que falam línguas nilóticas, um dos principais ramos da grande família das línguas nilo-saharianas e, como o nome indica, habitam a região sul do vale do rio Nilo, desde a Etiópia à Tanzânia, mas tendo-se espalhado também para o interior, incluindo a República Democrática do Congo.

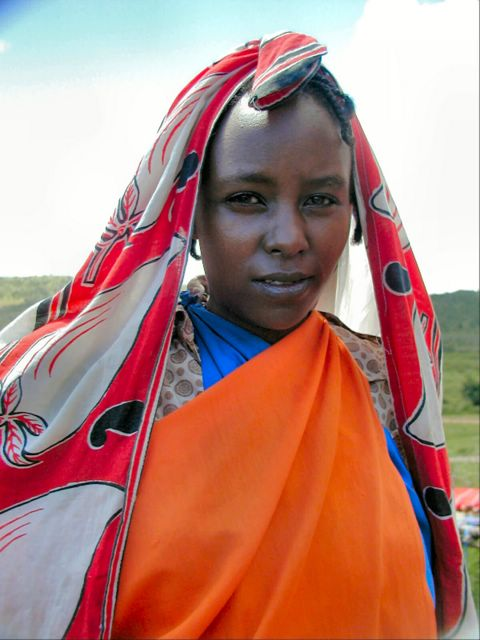
Mulher com tradicional vestimenta queniana.

Um dos mais conhecidos povos deste grupo são os masai, com cerca de 800 000 pessoas divididas entre o Quénia e a Tanzânia e são primariamente pastores, como a maioria destes povos, embora tenham adquirido muitos costumes dos povos bantu com quem coabitam. Os acholi do Uganda tiveram um importante papel como guerreiros na história recente daquele país.